# Thuenska huset
Även kallat Hebbeska huset. Se även Hebbeska huset (olika betydelser)

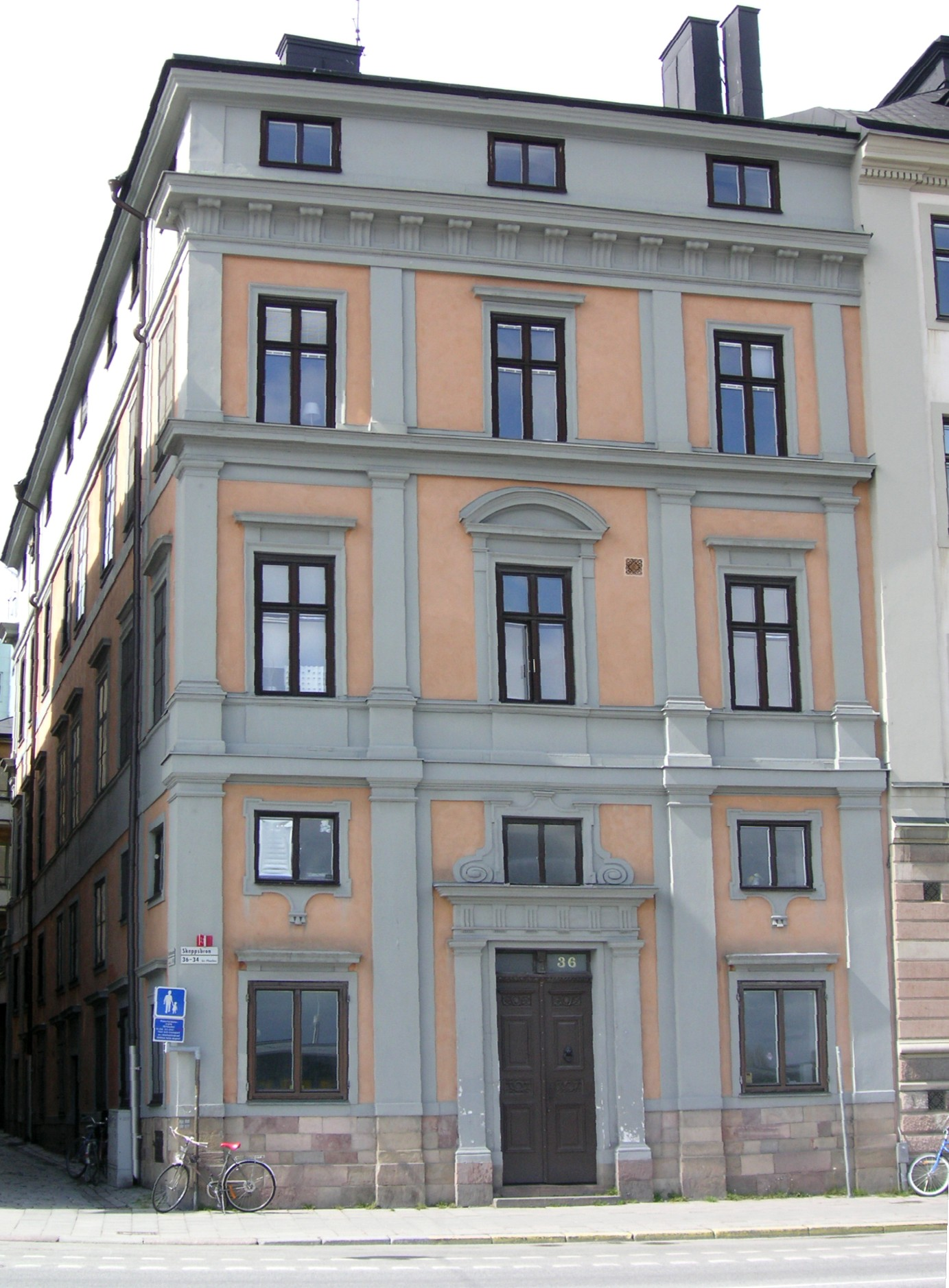
"Thunska palatset", även kallat "Hebbeska huset" i maj 2009

Thuenska huset är en byggnad i kvarteret Phoebus fastighet nr 10 vid Skeppsbron 36 i Stockholm.
På 1600-talets mitt gick en smal gränd tvärs genom kvarteret (Mäster Simon Skräddarens gränd). Den östra delen av kvarteret köptes 1674 av handelsmannen Peter (eller Petter) Thuen (1625-1681). Han byggde ett hus med utnyttjande av grändens yta. Byggnaden skapades  av arkitekt Nicodemus Tessin d.ä. och kallades Thuenska huset. På Södermaln ägde han två väderkvarnar som kallades efter honom "Stora och Lilla Tuna".
Byggnaden kallades senare även "Hebbeska huset" efter Christian Hebbe d.ä. som invandrade till Stockholm från Greifswald på 1710-talet där han till en början arbetade hos köpmannen Georg Bernhard von Schewen. Efter hand övertog Hebbe firman som blev ett av Stockholms ledande handelshus med säte i fastigheten Skeppsbron 36 som Hebbe köpte 1733. Av Christian Hebbes söner fortsatte de två äldsta att driva företaget som under resten av 1700-talet kallades handelshuset Chr. Hebbe & söner. En av dem var Simon Bernhard Hebbe som blev rikast och var firmans huvudman. Sitt kontor hade han kvar i stamhuset vid Skeppsbron 36, men som bostad köpte han ett palats på Riddarholmen som kallades sedermera Hebbeska palatset.
Sonen Christian Hebbe d.y. köpte på 1760-talet föregångaren till nuvarande Skeppsbron 18 och sonen Johan Fredrik Hebbe förvärvade efter 1760 ännu ett Skeppsbropalats; Skeppsbron 32, även det kallat "Hebbeska huset".
År 1789 sålde Hebbes arvingar huset till firmans förre bokhållare Fr. Fabricius som kompletterade byggnaden med en attikavåning på 1790-talet. Den mest prominente ägaren mellan byggherren Peter Thuen och familjen Hebbe var drottning Kristinas svenske resident, den lärde assessorn Stiernmarck.
Fasaden är utförd i en ljusrosa avfärgad puts med horisontella band och vertikala pilastrar i ljusgrå färg. Fredric Bedoire menar i sin bok “Stockholms arkitektur” att …[fasaden] bildar en klassiskt balanserad komposition, [där] harmonin och lättheten i yttermodelleringen fullföljs i en konstfull taklist.